# Лимонади, Али
Али Лимонади (перс. علی لیمونادی‎, род. Тегеран) — американский кино- и телережиссёр иранского происхождения, телепродюсер и журналист. Он был основателем IRTV (аббревиатура от Iranian television — «Иранское телевидение»; перс. تلویزیون ایرانیان‎) в Лос-Анджелесе, что явилось первым телевизионным представительством иранской диаспоры в США.

## Ранние годы и карьера
Али Лимонади родился в Тегеране. После школы он переехал в Германию. С 1962 по 1968 год он изучал режиссуру и кинематографию в Берлинском университете искусств (нем. Universität der Künste Berlin). «Das Abonnement» — один из его фильмов, который был показан в то время в 1967 году.
В 1979 году, через несколько месяцев после окончания иранской революции, Лимонади переехал в США. Первоначально он планировал остаться там на один год. В интервью Лимонади сказал: «В то время мы думали, что вернёмся в Иран через шесть месяцев. Мы думали, что ситуация уладится и люди смогут возобновить свою жизнь дома. Некоторые из нас даже не полностью распаковали сумки».

## Карьера после 1979 года
15 марта 1981 года Лимонади запустил первую иранскую телевизионную станцию за пределами Ирана под названием IRTV (аббревиатура от «Иранское телевидение»), показанную на телеканале KSCI. У него была собственная студия телевещания в Студио-Сити, Лос-Анджелес, и он периодически сдавал её в аренду. Он продюсировал телесериал «Иранец». Нелегальные копии его шоу «Иранец» были ввезены контрабандой в Иран (через Европу) в 1980-х годах.
В 2007 году Лимонади получал тысячи заражённых вирусами электронных писем, которые он приписывал «агентам иранского правительства». Али Лимонади регулярно появляется в американских иранских СМИ, таких как персидское отделение «Голоса Америки».

## Фильмография
- Der Deutsche, 1966
- Das Abonnement, 1967[2]

## Книга
- «Сто лет борьбы за демократию в Иране» (интервью Али Лимонади с политиками); под редакцией Касема Бейкзаде. Иранский фонд архивов и исследований, Лос-Анджелес, 2013 год (на персидском языке)[10].